# نورا جياكوفا
نورا جياكوفا (مواليد 17 أغسطس 1992) هي لاعبة جودو من كوسوفو،فازت بالميدالية الذهبية في أولمبياد 2020 في وزن أقل من 57 ك.